# Epistulae et acta nuntiorum apostolicorum apud imperatorem 1592–1628
Epistulae et acta nuntiorum apostolicorum apud imperatorem 1592-1628 (zkratka: EANI) je edice nunciturních zpráv, vyhrazená Českému historickému ústavu v Římě. Jedná se o ty z nunciů u císařského dvora, kteří sídlili v Praze, zejména v době vlády Rudolfa II., nebo měli úzký vztah k českému prostředí a doplňuje německou řadu Nuntiaturberichte aus Deutschland nebst ergänzenden Aktenstücken.
Práce na nunciaturách probíhaly až do 2. světové války, v období komunismu byly zastaveny, nyní se na nunciaturách znovu pracuje. Nunciaturu Spezianovu vydává dr. Alena Pazderová z Národního archivu v Praze, edici Caetaniho zpráv dokončil doc. Tomáš Černušák z Moravského zemského archivu v Brně, mimořádně důležitou nunciaturu Carafovu připravoval nejprve dr. Pavel Balcárek z Brna, následně byl tento úkol svěřen doc. Tomáši Černušákovi a doc. Tomáši Parmovi.

## Dosud vydané svazky
- Tomus I. Epistulae et acta Caesaris Speciani 1592-1598, 
  - Pars I. Mai 1592 – Dezember 1592, ed. Pazderová Alena, Praha: Národní archiv 2017.
  - Pars II. Januar 1593 – Dezember 1593, ed. Pazderová Alena, Praha: Národní archiv 2017.
  - Pars III. Januar 1594 – Dezember 1594, ed. Pazderová Alena, Praha: Národní archiv 2017.
- Tomus III. Epistulae et acta Johannis Stephani Ferrerii 1604-1607, 
  - Pars I. Sectio 1. ed. Zdeněk Kristen, Praha 1944;
- Tomus IV. Epistulae et acta Antonii Caetani 1607-1611, 
  - Pars I. 1607 ed. Milena Linhartová, Praha 1932.
  - Pars II. 1608 Ian.-Mai., ed. Milena Linhartová, Praha 1937.
  - Pars III/1. 1608 Mai.-Aug. ed. Milena Linhartová, Praha 1940.
  - Pars III/2. Ioannis Garziae Millini ad cardinalem Burghesium epistulae e legatione apud Imperatorem A. 1608 datae, ed. Milena Linhartová, Praha 1946.
  - Pars IV. September 1608 - Junius 1909, ed. Tomáš Černušák, Praha 2013.
  - Pars V. Julius 1609 – Februarius 1611, ed. Tomáš Černušák, Praha 2017.